# Mirek Kovářík
Miroslav Kovářík (15. srpna 1934 Praha – 4. března 2020) byl český divadelník, kulturní publicista a redaktor, herec, recitátor, moderátor a vysokoškolský pedagog.

## Životopis
Narodil se do rodiny zdravotní sestry a řidiče tramvaje. Studoval nejprve gymnázium v Michli, odkud byl r. 1949 vyloučen za vydávání studentského časopisu s katolickými texty a za propagaci Masaryka. Po roční pauze dokončil studia na nově zřízeném pražském pedagogickém gymnáziu Víta Nejedlého (maturita roku 1952). Nedostal doporučení ke studiu na vysoké škole a rok strávil v dělnických profesích. Poté dostal umístěnku jako učitel do školy v pohraniční, v Lomu u Mostu. Po dvouleté základní vojenské službě se vrátil k učitelství, ovšem již ne v Lomu, ale v Litvínově.
Studoval dálkově češtinu a ruštinu na Pedagogické fakultě Karlovy univerzity a studia ukončil roku 1961 s titulem promovaný pedagog. Na této univerzitě v roce 2001 obhájil rigorózní práci Slovo, tvar, prostor a získal titul PhDr.
V letech 1961–1967 byl zaměstnán jako odborný pracovník Okresního muzea Most.
V Litvínově se zapojil do kulturního života a recitoval v tamním Divadle hudby a poezie. V letech 1962–1969 zde založil a vedl vlastní dramatický soubor s názvem Docela malé divadlo, který se zařadil mezi významná česká divadla malých forem. Uváděl beatnickou poezii a stal se neúnavným propagátorem moderní české poezie. Od roku 1966 seznamuje veřejnost s poezií Václava Hraběte, který zemřel tragicky roku 1965 ve věku 24 let. Kovářík je považován za objevitele Hrabětových textů pro českou literaturu. Byl vynikajícím recitátorem nezaměnitelného stylu a dlouholetým moderátorem hudebního festivalu Porta. V roce 1989 na Lochotíně v Plzni recitoval poezii pro třicetitisícové publikum.
Pořad Zelené peří vznikl roku 1969 původně pro rozhlas jako jakási hitparáda poezie po vzoru písničkových pořadů. Na počátku normalizace byl Mirek Kovářík z rozhlasu vyhozen za své komentování vpádu okupačních vojsk. V polovině 70. let dostal nabídku vedoucího studia Rubín Zdeňka Potužila, který začínal v litvínovském Docela malém divadle Miroslava Kováříka jako osvětlovač a technik, aby Zelené peří obnovil jako klubový pořad. Literární večery původně provozované v Praze rozšířil roku 1978 do klubu Studio Horizont na sídlišti Lesná v Brně (pod názvem Slyšet se navzájem) a do klubu Čéčova v Českých Budějovicích (pod názvem Hledám tě v tomto městě). Kovařík v těchto pořadech pomáhal propagovat a zveřejňovat poezii mladým začínajícím autorům. K těm, jejichž texty uvedl poprvé v Zeleném peří, patří jména některých současných prozaiků – Alexandra Berková, Věra Nosková, Irena Dousková, Halina Pawlowská, Michal Ajvaz, Jiří Hájíček – nebo básníků – Jiří Staněk, Svatava Antošová, Radek Malý či Lubor Kasal.
Od roku 1993 do ledna 2011 existovalo Zelené peří i v rozhlasové verzi na stanici Český rozhlas Dvojka.
V šedesátých letech objevil a po celý život popularizoval poezii Václava Hraběte. Z básníkovy pozůstalosti uspořádal k vydání několik sbírek (Stop-time, Blues v modré a bílé, Blues pro bláznivou holku).
Svými texty přispíval do kulturních periodik, jako Tvar, Literární noviny, A2 a další, a napsal předmluvy či doslovy k mnoha básnickým sbírkám. Soubor svých článků, esejů, rozhovorů a dalších textů uspořádal knižně pod názvem Život... a poezie...?: Eseje (Galén, 2017).
V mládí sám psal básně, které pod pseudonymem Jiří Kott vydal v samizdatových sbírkách Ovoce noční (Praha 1953), Venuše cizí Paní (Lom u Mostu 1954) a Člověk jako já (Praha, Litvínov 1958). Výbor z těchto básní vyšel pod názvem Ovoce noční v roce 2014.